# Орбитална астрономска опсерваторија
Орбитална астрономска апсерваторија (или скраћено OAO) је серија сателита 4 Америчке свемирске опсерваторије лансиране од стране агенције НАСА негде између 1966. и 1972. године, што је омогућило прве квалитетне опсервације многих објеката ултраљубичастим светлом. Иако су две ОАО мисије неуспешне, успех друге две је подигао свест међу астрономским заједницама о повластицама свемирски базираних опсерваторија што је довело до идеје о Свемирском телескопу Хабл. 

## OAO-1
Први OAO је успешно лансиран 8. априла 1966. године и носио је инструменте за откривање емисија ултраљубичастог, рендгенског и гама зрачења. Пре него што су инструменти уопште активирани, губитак снаге је резултовао као обустављање мисије после само три дана. Свемирско возило је падало (ван контроле), тако да Соларне плоче нису могле бити успешно распоређене да би се напуниле батерије које би напајале електричне уређаје на свемирском броду.

## OAO-2
OAO-2 је лансиран 7. децембра 1968. године, и у себи је носио 11 ултраљубичастих телескопа. Успешно је обављао опсервације до јануара 1973. године, и допринео је многим важним научним открићима. Под тим открићима подразумевамо сазнање да су комете окружене огромним облацима водоника у кругу од око 100 хиљада километара, и опсервације супернове које је отркило да се њихова УВ зрачења често повећавају током смањења оптичке светлости. 

## OAO-Б
OAO-Б је са собом носио 38-инчни УВ телескоп, и требало је да обезбеди спектар светлијих објеката који су раније посматрани. Ракета-носач се није успешно одвојила од сателита током лансирања које се одвило 3. новембра 1970. године, и сателит је изгорео у тренутку када је поново ушао у Земљину атмосферу. 

## OAO-3 (Коперник)
OAO-3 је лансиран 21. августа 1972. године, и једна је од најуспешнијих ОАО мисија. То је био колаборативан труд агенције НАСА и Британског савеза за научни рад и у себи је носио рендгенски телескоп који је саградио један лондонски универзитет као додатак 80 cm УВ телескопу који је изградио Универзитет Принстон. Након његовог лансирања, назван је Коперник ради обележавања петстоте годишњице рођења Николе Коперника.
Коперник је вршио своје опсервације до фебруара 1981. године, и са собом је донео добру резолуцију спектра хиљада звезда интензивно посматраних рендгенским зрацима. Међу битним открићима од стране Коперника је откриће неколико дуго-временских пулсара, са периодом ротације од пуно минута уместо секунди и мање.